# Les Petits Chanteurs de Monaco
Les Petits Chanteurs de Monaco (Monaco Boys Choir) sont un chœur de garçons créé en 1974 par S.A.S. le Prince Rainier III de Monaco, et reconnu sur la scène musicale internationale. Placé sous le Haut Patronage de S.A.S. le Prince Albert II de Monaco, le chœur, regroupant 25 garçons âgés de 9 à 17 ans, fait partie de la Maîtrise de la Cathédrale de Monaco, Institution fondée en 1904 et attachée au service musical régulier de cet édifice prestigieux. Parallèlement à cette mission, les Petits Chanteurs de Monaco contribuent, selon le vœu de S.A.S. le Prince Rainier III, au rayonnement artistique de la Principauté de Monaco dans le monde entier à l'occasion de leurs nombreuses tournées de concerts. Ainsi, une quarantaine de pays ont été visités depuis 1974 en Europe, en Asie, en Amérique du Nord et du Sud, en Afrique.
Message de S.A.S. le Prince Rainier III de Monaco :
"Trois choses sont impossibles à acquérir : le don de la poésie, la générosité, un rossignol dans la gorge. Voilà ce que les Petits Chanteurs de Monaco nous offrent avec le talent et l'enthousiasme de la jeunesse, sous la conduite éclairée et bienveillante de Monsieur Philippe Debat. On ne peut que les féliciter et les remercier de ces précieux moments de recueillement et d'évasion".
Message de S.A.S. le Prince Albert II de Monaco :
"La réputation des Petits Chanteurs de Monaco n'est plus à faire, celle de la Maîtrise de la Cathédrale est plus que centenaire. C'est une heureuse complémentarité culturelle où le profane et le sacré s'harmonisent, comme le disait déjà mon Père, avec la poésie, la générosité et le son mélodieux de tout jeune enfant. Les activités de ces petits ambassadeurs de la Principauté méritent tous mes encouragements et mes félicitations pour leur engagement, leur parcours. Leur mérite est à souligner comme aussi leur enthousiasme sous la direction de Monsieur Pierre Debat".

## Histoire
On trouve les premières traces d’un ensemble vocal à voix d’enfants au XVIIIe siècle, sous le règne du Prince Antoine 1er. Cette phalange, dont la mission était d’assurer les liturgies de la Chapelle Palatine, peut être considérée comme l’ancêtre de la future “Maîtrise de la Cathédrale Monaco”.

Les Petits Chanteurs de Monaco - Salle des Gardes du Palais Princier de Monaco - 2016

Plus tard, dans la nouvelle cathédrale érigée sur le Rocher, le Prince Albert Ier et l’évêque de Monaco font appel, en 1904, à Monseigneur Perruchot, musicien réputé, pour organiser définitivement une formation chorale qui deviendra très vite célèbre. Lui succéderont les Chanoines André Aurat et Henri Carol jusqu’au début des années 1970.
En 1973, le Gouvernement Princier fait appel à Philippe Debat. Sous sa direction, et jusqu'à son décès en 1999, s’affirme une deuxième vocation de la Maîtrise dans une importante mission de rayonnement musical de la Principauté en tous pays. Celle-ci sera baptisée en 1974 par S.A.S. le Prince Rainier III : “Les Petits Chanteurs de Monaco”. Le Prince veillera d’une façon de plus en plus intense sur les destinées de cette jeune phalange qu’Il se plaît à appeler souvent “ses petits ambassadeurs chantants”. Il offre à chacun d’eux l’écusson à Ses Armes que les Petits Chanteurs portent sur leur cœur tout au long de leurs nombreux concerts.
Depuis 1999, les Petits Chanteurs de Monaco sont dirigés par Pierre Debat, Maitre de Chapelle du Palais Princier et de la Cathédrale de Monaco.

## Tournées et concerts

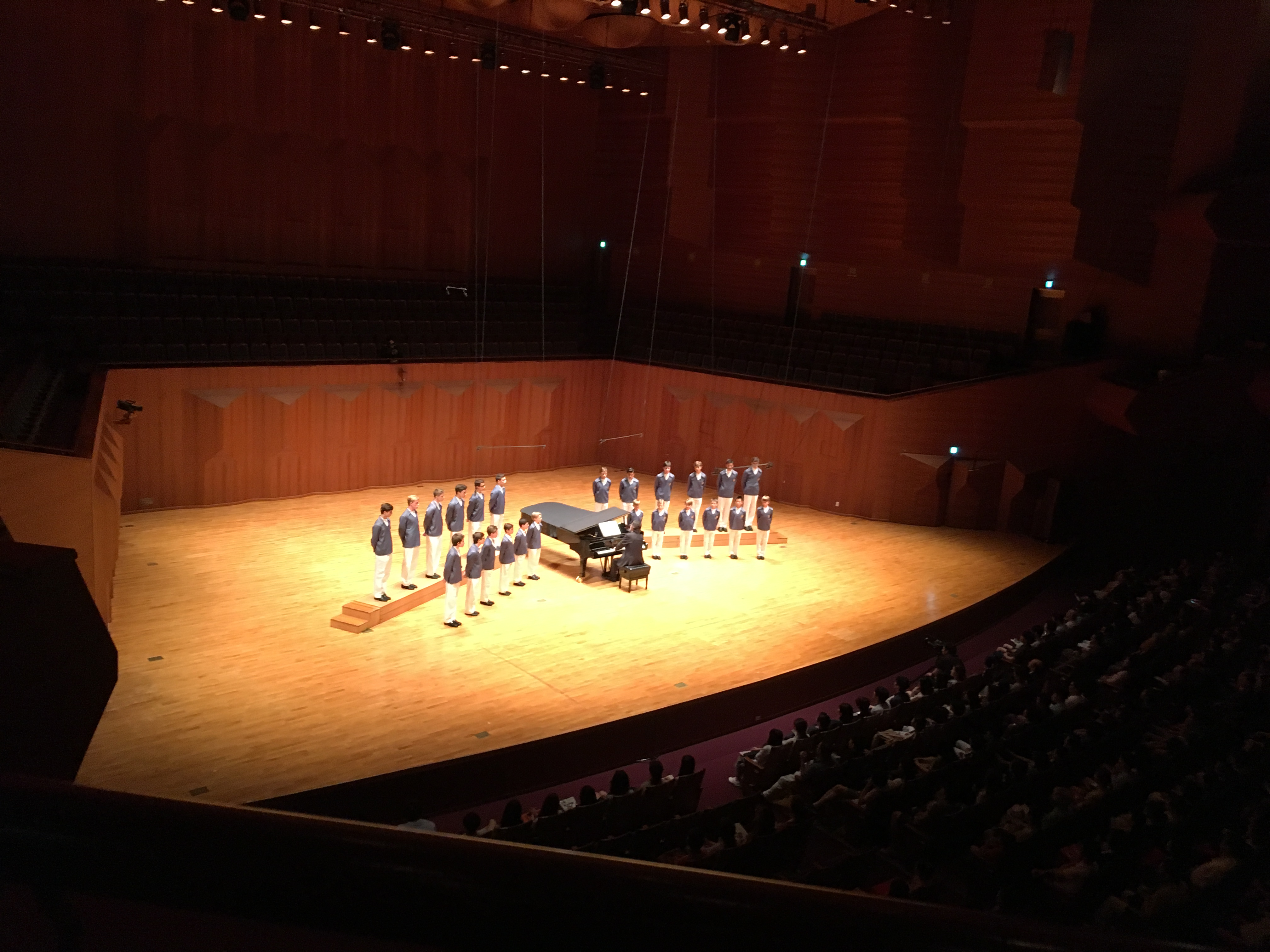
Les Petits Chanteurs de Monaco en concert au Seoul Arts Center

Jusqu’à ce jour, les Petits Chanteurs de Monaco ont visité une quarantaine de pays : Afrique du Sud, Allemagne, Argentine, Autriche, Belgique, Canada, Chine, Corée du Sud, Croatie, Danemark, Égypte, Espagne, Estonie, États-Unis, Finlande, France, Grande-Bretagne, Grèce, Hongrie, Irlande, Italie, Japon, Lettonie, Liechtenstein, Lituanie, Luxembourg, Maroc, Mexique, Pays-Bas, Philippines, Pologne, Russie, Singapour, Suède, Suisse, Taïwan, République Tchèque, Vatican, Timor Oriental, Thaïlande, Vietnam...
Ils se produisent lors de la 30e Conférence Générale de l’Unesco à Paris, ainsi que dans des lieux aussi prestigieux que le siège de l’O.N.U et le “Yankee Stadium” à New-York, le “Kennedy Center” à Washington, le “Kravis Center” à Palm Beach, l’Opéra de Shanghaï, le “Teatro Opera” de Buenos Aires, le « Kioi Hall « de Tokyo, le « Forbidden City Concert Hall » de Pékin, le ”Seoul Arts Center”, le “Irving Arts Center” de Dallas,  le “Teatro de la Ciudad” de Mexico, le “Tchang Kaï-Chek Concert Hall” de Taïpei, le « Victoria Hall » de Singapour, le “Conservatoire Tchaïkovsky” de Moscou, les cathédrales de New York, Atlanta, San Francisco, Washington, Singapour, Tokyo, Nagasaki, Paris, Chartres, Laon, Copenhague, Oslo, Salzbourg, Mexico, Montréal, Manille, Buenos Aires...et bien d’autres.
Sans compter certains passages à la télévision, par exemple en Juillet 1989, sur TF1 en Prime Time, dans l’émission « Sacrées Vacances », présentée par le célèbre animateur Jean-Pierre Foucault.
Les Petits Chanteurs sont aussi associés à certaines représentations de l’Opéra de Monte-Carlo et de l’Orchestre philharmonique de Monte-Carlo : La Bohème et Tosca de Puccini, Le Chevalier à la rose de Richard Strauss, Orphée et Eurydice de Gluck, Pelléas et Mélisande de Debussy, Carmen de Bizet, Casse-noisette de Tchaïkovsky, Werther de Jules Massenet, La Damnation de Faust de Berlioz... et participent au premier enregistrement mondial en français de l’opéra Œdipe d'Enesco, avec l’Orchestre philharmonique de Monte-Carlo dirigé par Lawrence Foster, aux côtés de José van Dam, Gabriel Bacquier, Nicolai Gedda, Barbara Hendricks, Brigitte Fassbaender pour EMI (Grand Prix du disque). Ils se produisent en 2018 avec l'Orchestre Philharmonique de Tokyo au Tokyo International Forum, sous la direction de David Garforth. Ils se produisent aussi en Principauté aux côtés de Ruggero Raimondi, Katia Ricciarelli, Leo Nucci, Lucia Valentini-Terrani ou encore Roberto Alagna.
Dans le cadre de la clôture des célébrations du 700e Anniversaire de la Dynastie des Grimaldi, ils participent au “Concert de Noël” du Vatican, retransmis en mondiovision, aux côtés de l’Orchestre Philharmonique de Monte-Carlo, ainsi que de nombreux artistes internationaux.    
Les tournées sont généralement organisées par des agences de concerts, en collaboration avec les Ambassades et Consulats de la Principauté de Monaco à l'étranger. Cette activité artistique est placée sous le Haut Patronage de S.A.S. le Prince de Monaco et subventionnée par le Gouvernement Princier.

## Répertoire
Les programmes doivent être aussi variés que possible et tendre à faire connaître, de préférence, des œuvres parfois trop oubliées. La recherche d’un répertoire “à voix égales” permet d’interpréter des œuvres spécifiquement écrites à cette fin : Couperin, Charpentier, Campra, Bernier, Carissimi, Scarlatti, Mendelssohn, Bruckner, Schubert, Brahms, caplet, Ropartz, Fauré, Britten, Duruflé, Poulenc, Saint-Saëns, Pierné… des pièces en chant grégorien ainsi que certaines opérettes françaises en costumes. La direction musicale et l’accompagnement au piano sont assurés par Pierre Debat.    